# Abarema alexandri
Abarema alexandri là một loài thực vật có hoa thuộc họ Đậu.  Đây là loài đặc hữu của Jamaica, mọc trong rừng hoặc bụi cây trên đất đá vôi.